# إيكيمونو غاكاري
إيكيمونو غاكاري (باليابانية: いきものがかり) هي فرقة بوب روك وبوب ياباني من محافظة كاناغاوا، اليابان تأسست منذ فبراير عام 1999. فيها هوتاكا ياماشيتا ويوشيكي ميزونو وثم كيويوكي يوشيوكا في العضوية منذ نوفمبر 1999. كانت لهذه الفرقة الموسيقية مرجع واحد واسمه ikimono-gakari (生き物係)، مجموعة من الأطفال الذين لهم مسؤولية عن العناية النباتات والحيوانات لجميع المدارس الابتدائية باليابان.

## روابط خارجية
- إيكيمونو غاكاري على موقع IMDb (الإنجليزية)
- إيكيمونو غاكاري على موقع ميوزك برينز (الإنجليزية)
- إيكيمونو غاكاري على موقع أول ميوزيك (الإنجليزية)
- إيكيمونو غاكاري على موقع ديسكوغز (الإنجليزية)
- إيكيمونو غاكاري على موقع ANN person (الإنجليزية)